# Зверополис+
«Зверопо́лис+» (англ. Zootopia+) — американский анимационный веб-сериал, являющийся спин-оффом фильма «Зверополис» (2016) режиссёров Байрона Ховарда и Рича Мура. Мультсериал создан студией Walt Disney Animation Studios и распространяется Disney Platform Distribution.
«Зверополис+» вышел 9 ноября 2022 года на стриминговом сервисе Disney+.

## Сюжет
Мультсериал включает в себя шесть историй, действие которых происходит в той же временной шкале, что и в оригинальном фильме.

## Актёрский состав
- Бонни Хант — Бонни Хопс
- Дон Лейк[англ.] — Стью Хопс
- Томми Чонг — Якc
- Леа Лэтэм — Фру-Фру
- Мишель Бюто[англ.] — Тру-Тру
- Кэти Лоус — Брианка
- Кристал Кунг Минкофф — Харизма
- Порша Уильямс[англ.] — Кристин
- Морис Ламарш — Мистер Биг
- Алан Тьюдик — Дюк Хорьковиц
- Имари Уильямс — Босс Носорог
- Идрис Эльба — Капитан Буйволсон
- Нейт Торренс[англ.] — Бенджамин Когтяузер
- Эллисон Стронг[англ.] — Газелле. Стронг заменила Шакиру из оригинального фильма.
- Рэймонд Эс Перси[англ.] — Блиц
- Кристен Белл — Зиночка
- Шарлотта Никдао[англ.] — Сэм

В архивных кадрах из оригинального фильма появляется Джиннифер Гудвин в роли Джуди Хопс.

## Список серий
| № общий | № в сезоне | Название                              | Режиссёр                     | Автор сценария               | Дата премьеры |
| ------- | ---------- | ------------------------------------- | ---------------------------- | ---------------------------- | ------------- |
| 1       | 1          | «Hopp on Board»                       | Трент Корри и Джози Тринидад | Трент Корри и Джози Тринидад | 9 ноября 2022 |
| 2       | 2          | «The Real Rodents of Little Rodentia» | Трент Корри и Джози Тринидад | Трент Корри и Джози Тринидад | 9 ноября 2022 |
| 3       | 3          | «Duke: The Musical»                   | Трент Корри и Джози Тринидад | Трент Корри и Джози Тринидад | 9 ноября 2022 |
| 4       | 4          | «The Godfather of the Bride»          | Трент Корри и Джози Тринидад | Трент Корри и Джози Тринидад | 9 ноября 2022 |
| 5       | 5          | «So You Think You Can Prance»         | Трент Корри и Джози Тринидад | Трент Корри и Джози Тринидад | 9 ноября 2022 |
| 6       | 6          | «Dinner Rush»                         | Трент Корри и Джози Тринидад | Трент Корри и Джози Тринидад | 9 ноября 2022 |

## Производство

### Разработка
10 декабря 2020 года главный креативный директор Walt Disney Animation Studios Дженнифер Ли объявила о разработке спин-офф-сериала под названием «Зверополис+» для Disney+, основанного на фильме 2016 года «Зверополис». Режиссёрами сериала выступили Трент Корри и Джози Тринидад, которые работали над «Зверополисом» в качестве аниматора и руководителя сюжета соответственно. Идея сериала была предложена Корри во время питчинга в 2020 году как одна из трёх презентаций для потенциальных сериалов Disney+. Изначально Тринидад была назначена режиссёром только двух эпизодов сериала, но в результате её увлечения работой над проектом она была назначена сорежиссёром всего сериала вместе с Корри. Сериал был разработан удалённо в связи с пандемией COVID-19. Дженнифер Ли является исполнительным продюсером сериала вместе с сорежиссёрами «Зверополиса» Байроном Ховардом и Джаредом Бушем.

### Сценарий
Сериал был написан в процессе раскадровки: художники по сюжету писали реплики и разрабатывали структуру сюжета каждого эпизода. В каждом эпизоде рассказывается о второстепенных персонажах «Зверополиса», причём в каждом эпизоде сериала представлены разные жанры — идея, придуманная Корри; по словам Тринидад, некоторые из эпизодов уже были запланированы Корри, а другие были придуманы во время производства. Первый эпизод исследует жизнь босса мафии Мистера Бига с его детства до свадьбы его дочери, что является данью уважения к фильму «Крёстный отец 2» (1974), а также исследует проблемы иммиграции.

### Анимация
Сериал знаменует собой первый случай, когда анимационное программное обеспечение Presto от Pixar было активно использовано в проекте, не относящемся к Pixar. Руководитель отдела персонажей Фрэнк Ханнер обновил модели персонажей из оригинального фильма, чтобы сделать их совместимыми с программным обеспечением.
Художник-постановщик Джим Финн тесно сотрудничал с операторами Хоакином Балдином и Джиной Уорр Лоус, чтобы разработать визуальный стиль для каждого эпизода. Монтажёр Шеннон Стейн помогала установить отличительный тон и жанр каждого эпизода.

### Музыка
Композиторами пяти эпизодов выступили Кёртис Грин и Мик Джаккино. Отец Мика, Майкл Джаккино, написавший музыку к оригинальному фильму «Зверополис», написал музыку к «Дюк: Мюзикл». Песня, написанная для того же эпизода, «Big Time», была написана Майклом с текстами Кейт Андерсон и Элиссы Самсел («Олаф и холодное приключение», «Центральный парк»).

## Премьера
«Зверополис+» вышел на стриминговом сервисе Disney+ 9 ноября 2022 года и состоит из шести эпизодов. Первоначально премьера сериала была запланирована на 2021 год, но затем была отложена до нынешней даты выхода. Премьера двух эпизодов, «Hopp on Board» и «The Godfather of the Bride», состоялась исключительно на выставке D23 Expo 2022.